# Polistes chinensis
Polistes chinensis (лат.) — вид ос из космополитического рода Polistes. Питаются беспозвоночными, преимущественно гусеницами. Также собирает нектар с цветов. Известны два подвида. Длина тела 13—25 мм. Встречаются в Восточной Азии: в Китае, Японии, Корее и Монголии. Один из подвидов (P. c. antennalis) завезён в Новую Зеландию и обитает там с 1979 года.
Королевы этого вида уничтожают до 70 процентов личинок рабочих особей.